# John Correnti
John Correnti (* 1. April 1947 in Mount Morris, New York; † 18. August 2015 in Chicago) war ein amerikanischer Stahlmanager.
Correnti arbeitete 1969–1980 bei US Steel. Correnti begann 1980 bei Nucor, wurde 1991 Präsident, und 1996 ernannte ihn F. Kenneth Iverson zum CEO. 1999 musste er zurücktreten. Danach war bei Birmingham Steel tätig, bis er das Unternehmen 2003 an Nucor verkaufte. Von 2005 bis 2008 baute er das Severstal-Werk in Columbus (Mississippi) (heute Steel Dynamics) auf. Sein letztes Projekt war der Bau des Stahlwerks Big River Steel in Osceola (Arkansas), das 2016 fertiggestellt wurde.